# Filip Tronêt
Filip Tronêt (sinh ngày 11 tháng 5 năm 1993) là một cầu thủ bóng đá người Thụy Điển thi đấu cho Västerås SK ở vị trí tiền vệ.